# Cabana de Bergantiños
Pour les articles homonymes, voir Cabana et Bergantiños (homonymie).
Cabana de Bergantiños est une commune de la province de La Corogne située dans le nord ouest de l'Espagne, faisant partie de la communauté autonome de Galice.

## Géographie
Commune située sur la Côte de la Mort galicienne (Costa da Morte).
La commune est composée de dix paroisses : Anos (Santo Estevo), Borneiro (San Xoán), Canduas (San Martiño), Cesullas (Santo Estevo), Corcoesto (San Pedro), Cundíns (San Paio), O Esto (San Xoán Bautista), Nantón (San Pedro), Riobó (San Martiño), A Silvarredonda (San Pedro).

## Lieux et monuments
- Dolmen de Dombate, vestige mégalithique qui a inspiré à Eduardo Pondal le poème Queixumes dos pinos (1885), poème duquel est extrait l'hymne de l'actuelle Communauté autonome de Galice, Os Pinos.
- Castro de Borneiro, également connu sous le nom A Cidá de Borneiro, site archéologique situé sur le territoire de la paroisse de Borneiro qui comprend une fortification appelée castro.

## Jumelage
Cabana de Bergantiños est jumelée avec  Treize-Septiers (France).